# Leucomphalos
Leucomphalos är ett släkte av ärtväxter. Leucomphalos ingår i familjen ärtväxter.
Kladogram enligt Catalogue of Life:
| Leucomphalos | \| \| Leucomphalos callicarpus \| \| \| \| \| \| Leucomphalos capparideus \| \| \| \| \| \| Leucomphalos mildbraedii \| \| \| \| |
|              | \| \| Leucomphalos callicarpus \| \| \| \| \| \| Leucomphalos capparideus \| \| \| \| \| \| Leucomphalos mildbraedii \| \| \| \| |
|              | Leucomphalos callicarpus |
|              | |
|              | Leucomphalos capparideus |
|              | |
|              | Leucomphalos mildbraedii |
|              | |